# Polystachya anthoceros
Polystachya anthoceros är en orkidéart som beskrevs av La Croix och Phillip James Cribb. Polystachya anthoceros ingår i släktet Polystachya och familjen orkidéer.
Artens utbredningsområde är Nigeria. Inga underarter finns listade i Catalogue of Life.